# Artemicoccus lubersaci
Artemicoccus lubersaci är en insektsart som först beskrevs av Alfred Serge Balachowsky 1953.  Artemicoccus lubersaci ingår i släktet Artemicoccus och familjen ullsköldlöss.
Artens utbredningsområde är Marocko. Inga underarter finns listade i Catalogue of Life.